# Panamerikanische Spiele 2019/Leichtathletik – Hammerwurf der Männer
Der Hammerwurf der Männer bei den Panamerikanischen Spielen 2019 fand am 8. August im Villa Deportiva Nacional in der peruanischen Hauptstadt Lima statt.
Elf Hammerwerfer aus sieben Ländern nahmen an dem Wettbewerb teil. Die Goldmedaille gewann Gabriel Kehr mit 74,98 m, Silber ging an Humberto Mansilla mit 74,38 m und die Bronzemedaille gewann Sean Donnelly mit 74,23 m.

## Rekorde
Vor dem Wettbewerb galten folgende Rekorde:
| Weltrekord        | Jurij Sjedych | 86,74 m | Europameisterschaften in Stuttgart, BR Deutschland | 30. August 1986  |
| Rekord der Spiele | Kibwe Johnson | 79,63 m | Panamerikanische Spiele in Guadelajara, Mexiko     | 26. Oktober 2011 |

## Ergebnis
8. August 2019, 14,30 Uhr
| Platz | Athlet              | Land               | 1. Versuch | 2. Versuch | 3. Versuch | 4. Versuch                               | 5. Versuch                               | 6. Versuch                               | Weite (m) |
| ----- | ------------------- | ------------------ | ---------- | ---------- | ---------- | ---------------------------------------- | ---------------------------------------- | ---------------------------------------- | --------- |
|       | Gabriel Kehr        | Chile              | 74,50      | 74,98      | 73,88      | x                                        | 72,85                                    | 74,00                                    | 74,98     |
|       | Humberto Mansilla   | Chile              | x          | 69,68      | 71,73      | x                                        | 74,38                                    | 72,90                                    | 74,38     |
|       | Sean Donnelly       | Vereinigte Staaten | x          | 74,41      | 74,23      | 73,62                                    | x                                        | 72,79                                    | 74,23     |
| 4     | Diego del Real      | Mexiko             | 66,78      | 71,57      | x          | 71,69                                    | 74,16                                    | 73,98                                    | 74,16     |
| 5     | Joaquín Gómez       | Argentinien        | 69,19      | 71,27      | 71,86      | 73,06                                    | 70,79                                    | 73,92                                    | 73,92 SB  |
| 6     | Allan Wolski        | Brasilien          | 70,84      | 70,91      | 70,37      | 69,76                                    | x                                        | 73,25                                    | 73,25     |
| 7     | Roberto Janet       | Kuba               | 70,30      | 71,56      | 71,19      | 69,54                                    | 70,73                                    | 71,93                                    | 71,93     |
| 8     | Rudy Winkler        | Vereinigte Staaten | x          | 71,84      | 71,04      | x                                        | x                                        | 71,29                                    | 71,84 SB  |
| 9     | Roberto Sawyers     | Costa Rica         | 70,25      | 64,60      | 69,98      | nicht im Finale der besten acht Athleten | nicht im Finale der besten acht Athleten | nicht im Finale der besten acht Athleten | 70,25     |
| 10    | Reinier Mejías      | Kuba               | x          | 67,50      | x          | nicht im Finale der besten acht Athleten | nicht im Finale der besten acht Athleten | nicht im Finale der besten acht Athleten | 67,50     |
| 11    | José Manuel Padilla | Mexiko             | 64,21      | 66,40      | 62,63      | nicht im Finale der besten acht Athleten | nicht im Finale der besten acht Athleten | nicht im Finale der besten acht Athleten | 66,40     |